# Awesome
awesome es un gestor de ventanas en mosaico para X Window System desarrollado en C y lenguaje de programación Lua. Este último también se utiliza para configurar y ampliar el gestor de ventanas. Al igual que muchos gestores de ventanas del tipo tiling window manager (tipo mosaico), hace lo posible para que el usuario pueda manejar productivamente las ventanas sin el uso del ratón. 
El programa se incorpora en los repositorios de la mayoría de las distribuciones más populares de GNU/Linux como Ubuntu, Arch Linux, Gentoo, Fedora, OpenSuse, Debian... 
awesome cuenta con varias características interesantes:
- Base de código y huella muy estables, rápidas y pequeñas.
- Primer administrador de ventanas que utiliza la biblioteca XCB asincrónica en lugar de la antigua Xlibsíncrona, lo que hace que awesome esté menos sujeto a latencia en comparación con otros administradores de ventanas.
- Código fuente y API documentadas.
- No se necesita ratón: todo se puede realizar con el teclado.
- Soporte multicabeza real (XRandR) con escritorios por pantalla (etiquetas).
- Implementa muchos estándares de Freedesktop: EWMH, XDG Base Directory, XEmbed, Desktop Notification, System Tray.
- No distingue entre capas: no hay capa flotante o en mosaico.
- Utiliza etiquetas en lugar de espacios de trabajo: permite colocar clientes en varias etiquetas y mostrar varias etiquetas al mismo tiempo.
- Una gran cantidad de extensiones de Lua para agregar características: etiquetado dinámico, alimentación de widgets, pestañas, diseños, ...
- Compatibilidad con D-Bus.